# 松岡朝
松岡 朝（まつおか あさ、1893年（明治26年）7月11日 - 1980年（昭和55年）10月16日）は、明治から昭和にかけての社会福祉家。東京府京橋区（後の中央区）生まれ。日本女性として初めて、アメリカの大学の法学博士号を取得した。戦前はアメリカでの日本文化紹介や中華民国での教育・慈善活動などを通じて、戦後はユニセフの活動やオーストラリアとの美術交流を通じて、一貫して日本と諸外国との友好、相互理解のために奔走した。筆名として松岡暁美を用いたほか、松岡朝子表記で記されることもあった。

## 生涯

### アメリカ留学
1893年（明治26年）、東京府京橋区で貿易商「福富洋行」を営む松岡健一の三女として生まれる。父・健一は私費で片瀬と江の島間の橋梁を寄付するほど裕福な篤志家であったが、思想的にも開明的で、「男女同権」「夫婦同等」「独立自主自由平等ノ主義」「仁慈博愛」を家憲とする自由な家風のもとで育てられた。一方で母・幸は典型的な明治女性で、女性のたしなみとしてお花、お茶、踊り、三味線といった日本文化をはじめ、ピアノなどまで多くの習い事を朝に習わせた。朝にとってこれらの稽古は厳しく振り返りたくない思い出となったというが、のちに海外で人脈を広げる際のきっかけになるなど、朝の人生を助ける形となった。
21歳の時、弟健吾が18歳の短い生涯を終えた。元気が取りえだった健吾だが、雨の日に登った富士山で足を滑らせ、下山はできたものの冷えた体で肺炎をこじらせたのだった。この時、死にゆく跡取りの枕元で、父健一は健吾になぜか「朝は将来、子供の福祉のために、社会福祉に働くからね」と語りかけたというが、この言葉を朝は後年何度も思い出し、社会福祉の道に進む一つのきっかけとなった。
同じ21歳の年、内務官僚であった鈴木雅次との縁談が舞い込んだ。二人に不満はなく、雅次の仕事の関係上、茨城県霞ヶ浦に居を構えての仲睦まじい新婚生活が始まった。しかしながら、雅次を婿養子として迎えたつもりの松岡家と、それに納得していない雅次実家の鈴木家との認識の違いが露呈し、新婚生活は3年で引き裂かれてしまった。
離婚の理不尽さに、新婚生活を営んだ年数と同じだけの3年間、泣き暮らした朝であったが、その期間に自分の夢を見つめなおし、結婚の前にかつて夢だった、勉学の道に進みたいと考えるようになった。普通の結婚を女性の幸せと考えていた幸には反対されたが、健一の応援を受け、朝は留学のため客船大洋丸に乗り込み、アメリカへと渡った。この時1922年（大正11年）、朝は28歳になっていた。

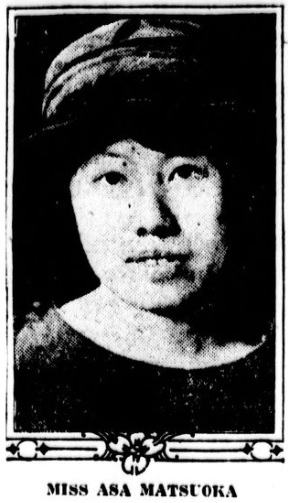
Evening public ledger紙で報道された渡米時の朝

アメリカでの最初の留学先は、イリノイ州エバンストン市ノースウェスタン大学であった。朝の渡米は、現地の地方紙でも「日本の女性、生涯を貧者救済に捧げようとする」などと報道された。在米中、朝は勉学及び世界婦人キリスト教禁酒協会（WWCTU）の活動などを通じて広くアメリカの人士との交流の機会に恵まれた。彼らによる後見などの助けを得て、ペンシルベニア州フィラデルフィア市のペンシルベニア大学附属社会事業専門学校、ニューヨーク市コロンビア大学傘下のバーナード・カレッジ、コロンビア大学大学院と勉学を続けた。
関東大震災で健一の事業が回らなくなり、実家の援助が得られなくなったため、奨学金取得や私物の処分などに加えて、幼いころ父の骨董取引を間近で見た経験を活かし、日本美術品の整理などを請け負うことで学費を得始めた。その腕がよいことが見込まれて、ブルックリン美術館のステュアート・キューリン館長、メトロポリタン美術館のバッシュフォード・ディーン博士などに次々と縁がつながり、勉学の傍ら、それらの美術館で日本美術や刀剣・甲冑の整理担当を任されることとなった。ここで朝は日本の刀剣・甲冑についての膨大な古書を読み漁り、片っ端から読み、また専門家であるディーン博士自らの教えにも触れ、日本文化に関する理解の基礎を固めた。

### 正倉院での曝涼参加
コロンビア大学での修士号取得後の1928年（昭和3年）、朝は1年間、日本に帰国した。帰国にあたり、メトロポリタン美術館からの土産として、ヨーロッパの古い甲冑を紹介した記録映画を借りてきていたが、秋山光夫を通じて東京帝室博物館に相談したところ、皇族を含めた上映会を帝室博物館で行うことになった。その上映会に列席した東伏見宮妃周子妃の侍従から推挙があったためか、朝はさらに周子妃の招きを受け、宮中でも同じ上映会を開催することとなった。
この上映会をきっかけとして、朝は周子妃より、毎年正倉院で行われる収蔵品の虫干し行事である曝涼に招待された。朝を通じて最上の日本文化が海外に紹介され、国々の文化交流、国際友好に資することを期待してのことだった。古代より受け継がれた日本文化の粋を目の当たりにした朝はいたく感動し、後に英文の著作「奈良の聖宝 正倉院と春日大社の大鎧」を出版することとなる。
またこの帰日期間を利用して、朝は時間を博士論文のテーマのデータ収集、調査にも充てた。博士論文のテーマには、日本の労働婦女子の保護法についてを取り上げることとなっていた。

### 日本女性初の米国法学博士号取得

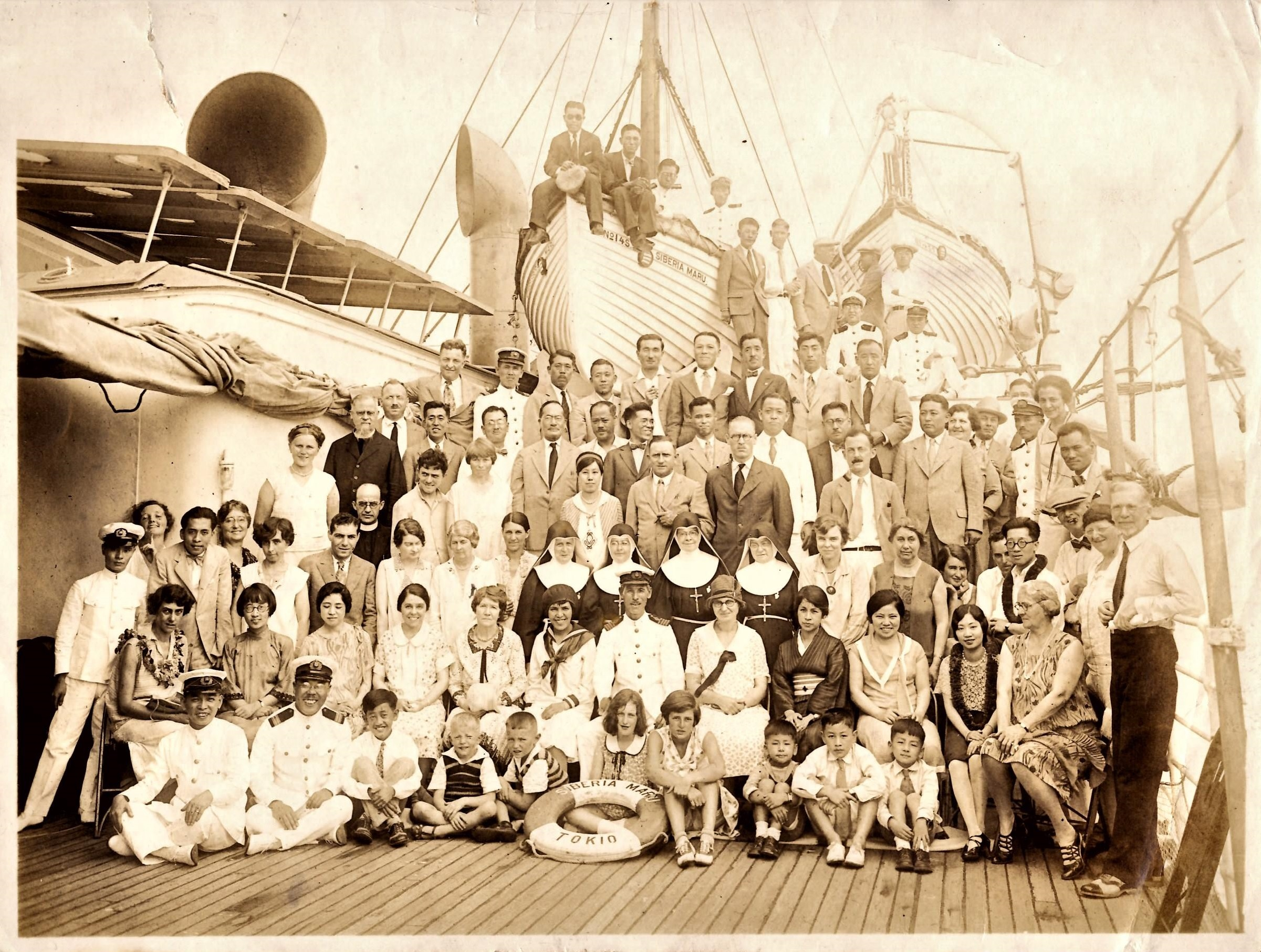
北米航路、さいべりや丸船上にて、朝は中央付近修道女の上

日本で1年をすごしたのち、朝は再び渡米し博士号取得に備えることとなった。指導教官の尽力でフェローシップを受けることができ、学費の心配がなくなった朝は2年間研究に没頭した。博士号の最終試験である口頭試験は、12人の試験官から4時間にも及んだが、「今年最高の試験結果」というコメントと共に試験合格の結果が即日朝に伝えられた。
しかしながら、試験には合格したものの、実際の博士号は大学図書館に論文の印刷物を75冊分納入してから以降になると、大学の学長秘書より朝に連絡があった。朝の博士論文はアメリカ連邦政府の労働省より政府刊行物として出版したい旨申し出があったが、その刊行に1年がかかるため、朝は博士号を得るまで追加で1年アメリカに在留することとなった。この1年間、朝はマサチューセッツ州スプリングフィールド市立ジョージ・ウォルター・ヴィンセント・スミス博物館からの招聘を受け、日本部主任として勤務し日本の美術品の分類と評価を担当した。
1年後の1932年（昭和7年）2月、朝の論文 "Law and Regulations for Protective Labor Legislation for Women and Children in Industry Japan"（邦題「日本における労働婦女子の保護法について」）はアメリカの政府刊行物第558号として、労働省より刊行され、条件が整い朝はコロンビア大学の法学博士号を得た。日本人女性として史上初のアメリカ法学博士号授与者であり、また同時にアメリカ政府刊行物として自著が発行されたという点でも日本人女性として初めての快挙であって、遠く日本でも新聞各紙で報道された。朝は39歳になっていた。

### 満州へ
夏、コロンビア大学での卒業式に出席したあと、秋、朝は秩父丸でアメリカから日本へ帰国した。帰国後、母校の共立女学校で教鞭をとった。東伏見宮妃周子からは再度の招きを受け、博士論文テーマについての進講を行い、これは新聞記事でも報道された。またいくつかの雑誌に、アメリカの文化、博物館の役割などを紹介する記事、コラムを発表した。
時代は徐々に悪い方向へと向かっており、1931年（昭和6年）の満州事変、1932年（昭和7年）の満州国建国と続く中国侵略の結果、日本は世界の中で孤立していたが、朝はこの状況について正しい情報を得るため、自ら満州に向かいこの目で確かめたいと考えるようになった。そんな折、朝は満州国の大臣も務めた要人である丁鑑修に出会う機会を得た。丁は朝に、満州国粛第13王女（粛親王の第13王女、川島芳子の異母姉）と朝が2人でアメリカに渡り、日本と満州の文化と立場をアメリカで紹介し、アメリカとの緊張関係を解く一助とする計画案を伝えた。これを実現するため、朝と丁は外交官の天羽英二を訪ね計画への助力を依頼するとともに、満州への渡航を計画した 。
1933年（昭和8年）末、朝は満州の首都、新京を訪ねた。年を越して1934年（昭和9年）、朝は摂政の宮溥儀、鄭孝胥国務院総理、粛第13王女と要人に次々面会し、溥儀からは粛第13王女との渡米に対する支持と許可を取り付けた。しかし最大の懸念は費用であり、満州国政府には自由に使える予算がほとんどなかったため、関東軍の許可を得なければならなかった。結果的に計画は関東軍に握りつぶされ、朝は日本に帰国した。

### アメリカ行脚

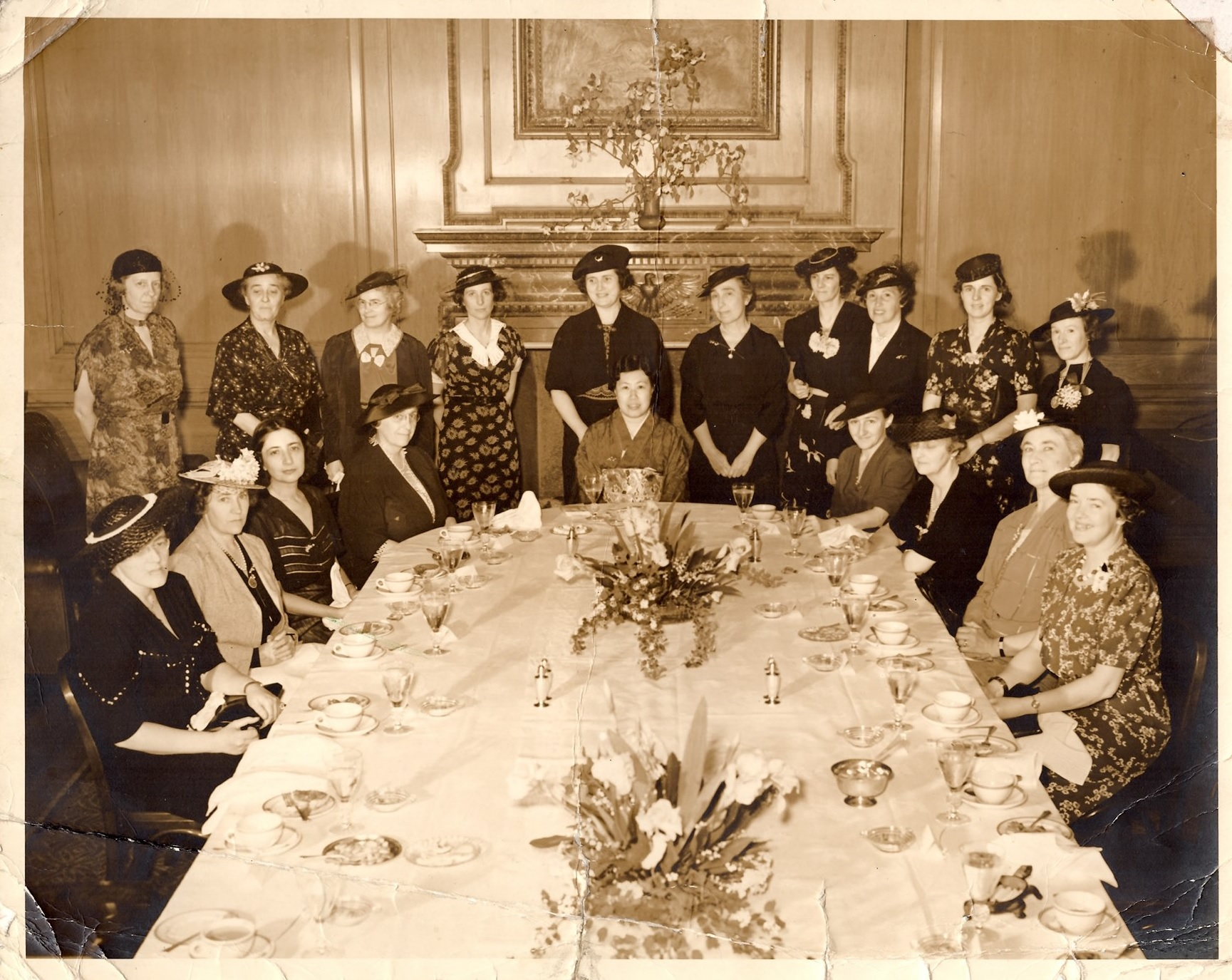
女性地理科学協会が朝のために開いた午餐会

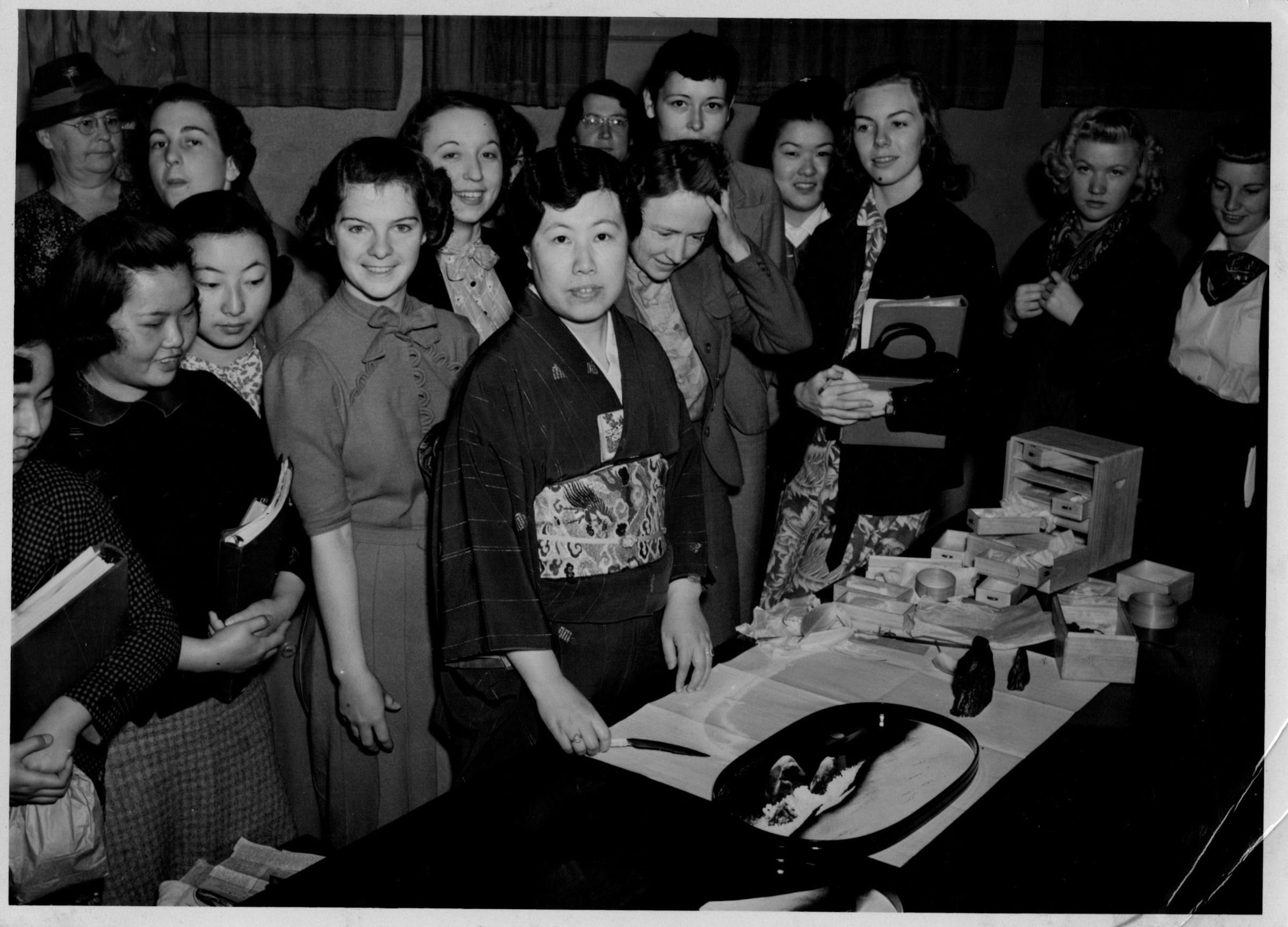
ロサンゼルスのジュニアカレッジ美術課で盆石の実演をする朝

粛第13王女との渡米計画は潰えたが、朝は1人でもアメリカに渡り、反日世論を抑える文化外交に取り組む覚悟を決めていた。ちょうどその時、外務省の意を受けた新教育協会から、朝に、アメリカ教育協会との交流の返礼としてアメリカに渡ってほしいとの依頼が入った。朝はこれを引き受け、3度目の渡米に旅立つこととなった。1938年（昭和13年）、朝は45歳となっていた。
往路の大洋丸で朝はヒュー・ボートン夫妻と知り合い、シカゴの夫妻宅を伺った際に、当時のシカゴ・トリビューン紙経営者だったルイス・ラペルを紹介された。ラペルは当初日本の中国侵略の姿勢について朝を強く非難したが、理路整然と自らの意見を述べて反論する朝を気に入り、彼女をエレノア・ルーズベルト（ルーズベルト大統領夫人）に紹介した。エレノアは朝をホワイトハウス上階の居宅に招待し、朝はアメリカのトップレディに直接、アメリカや日本、中国の置かれている状況について自説を述べる機会を得た。
朝は日米協会のローランド・モーリス名誉会長、ヘンリー・タフト会長らに意見を求めつつ、以前日本を訪問をしたことのあるアメリカの教師たちを集め茶話会を開いたり、精力的に全米を周って日本の文化の紹介と日本と中国の立場を説く行脚を行うなど、日本とアメリカの架け橋を作るための活動を続けた。6月にはニューヨークのロックフェラー・センターで行われた全米教育協会の会議に、汎太平洋新教育協会の日本代表として、聴衆600人の前で講演したが、これがメディアの目に留まり、NBCのラジオに出演したほか、翌日のニューヨーク・タイムズ朝刊に写真入りで採り上げられた。この新聞掲載が一つの契機となり、朝には様々な会合、媒体から声がかかるようになり、正倉院御物のスライド上映や、振袖着用での生け花や盆石の実演など、求められるままに多くの講演、実演を行った。最終的に、滞在中の18か月で150回もの講演を朝はこなしていた。

### 中国へ
1939年（昭和14年）、朝は帰国したが、渡米で強く感じたのは、アメリカ人が日本についてよく知らないだけでなく、日本人もまたアメリカ人についてよく知らないということだった。アメリカ人の考え方、感じ方を日本人が理解して、正しく日本人の立場を伝えて戦争を回避できる流れを作るため、朝は精力的にアメリカの実情を伝える記事や書籍を執筆した。また、当時日本を動かしていた軍部にも正しい対米認識を持ってもらおうと、帰国の船上で知り合った土橋勇逸を通じて、秩父宮雍仁と参謀本部の前で、アメリカの現状について進講する機会を得た。しかし、まったく現状に対する危機感がなく、自分たちの中国侵攻がアメリカをはじめとした諸外国からどのように見えているかということに無自覚な軍人たちに、朝は強い危機感を抱いた。そのような軍人たちによって、日本は中国でなにをしているのか自身の目で確かめるため、朝は中国行きを決意した。

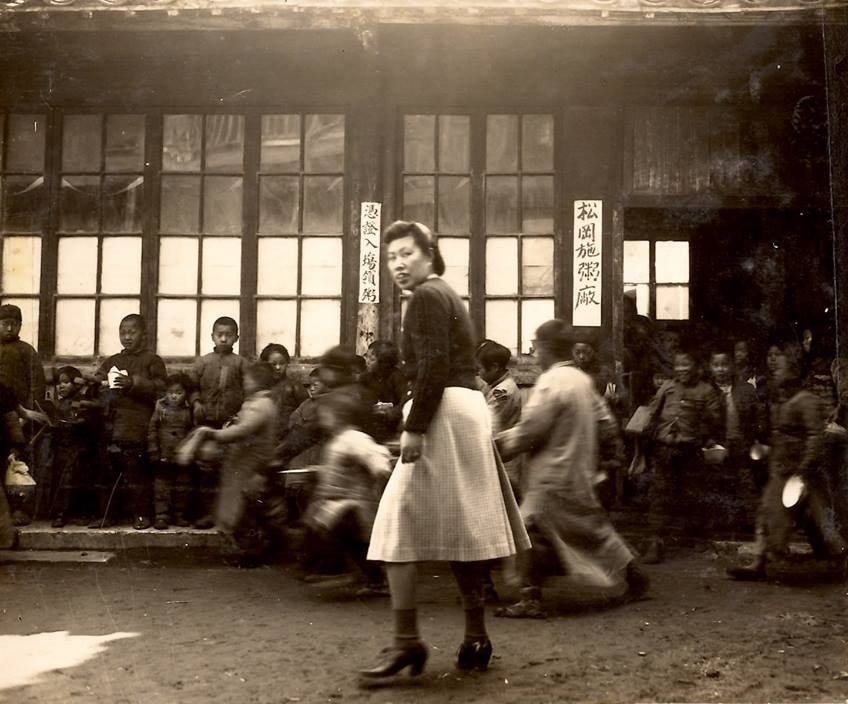
松岡施粥廠での朝

人脈を作るための、短期間の上海への訪問を経て、一時帰国後、朝は本格的に中国にわたり、南京を拠点としての活動を始めた。まずアメリカへの留学経験がある中国人のための社交サロン「アメリカ留学生クラブ」を設立。続けて、勉強の機会を得られなかった中国人児童のための学校である「南京児童学園」を設立した。江亢虎をはじめとする汪兆銘政権の要人、知識人たちも朝の活動に理解を示し、クラブと学園は順調に運営された。また冬の南京の厳しい寒さに行き倒れる人が多いことに心を痛めた朝は、難民救済事業として「松岡施粥廠」の運営を自費で始めた。
朝の活動周辺では順調に日本人と中国人との間の信頼と友情が醸成されていたが、しかし1941年（昭和16年）、日米開戦すると、朝の活動周辺の状況は一変した。特に「アメリカ」の名を冠した「アメリカ留学生クラブ」への締め付けは厳しく、まず最初に閉鎖させられた。その他の活動へも圧力を受け、最後まで残った施粥廠も1945年（昭和20年）の4月には閉鎖することとなった。続く敗戦後、朝は1946年（昭和21年）春まで上海に移って中国に滞在したが、敗戦国民として日本本土への脱出民で混乱する中、朝は高齢の老人と幼子を含む親族を連れて、命からがら日本本土へと引き揚げることとなった。

### ユニセフでの活動
帰国後の朝はアメリカ人に日本語を教えるなどの仕事は行っていたものの、張りのない日々を過ごしていたが、1949年（昭和24年）、知人を通してユニセフ初代駐日代表、マルガリータ・ストレーラーに紹介された。敗戦で困窮していた日本の子供たちに対し、ユニセフは衣料や学校給食などで支援していたが、全国から届いたユニセフへの感謝状を読み感動した朝は、これこそ自らのライフワークと考え、ボランティアでユニセフへの協力を始めた。翌1950年（昭和25年）には同じように集まった大勢のボランティアとともに、任意団体として日本ユニセフ協会を立ち上げ、朝は常任幹事に就任した。
奄美群島は1953年（昭和28年）に日本に返還されたが、主産業の農作物の販売経路が断たれていたため飢餓状態におかれていた。日本ユニセフ協会は1954年（昭和29年）から奄美への緊急給食支援を開始したが、その決定からチャリティー手段の導入などに、朝は中心的に活動を行った。また朝はユニセフ本部からも奄美への緊急支援の協力を取り付け、ユニセフ本部から奄美への脱脂粉乳の緊急支援は1956年（昭和31年）から7年間継続した。
1955年（昭和30年）には日本ユニセフが財団法人として再発足、朝は専務理事となった。1966年（昭和41年）の退任までの11年間、朝は十円学校募金の実施、ユニセフ親善大使だったダニー・ケイ訪日への協力、また国連本部で行われる毎年のユニセフ執行委員会への日本代表としての参加など、精力的にユニセフの事業をけん引した。

### 最晩年
ユニセフ退任後も朝は引退することなく、今度は美術を通しての国際理解に貢献すべく、外務省の外郭団体として社団法人「海外と文化を交流する会」を設立した。当初の活動は「スペイン美術展」をはじめとする海外文化を日本に紹介するものであったが、のちに双方向の交流をすべく日本文化を海外に紹介する活動に軸足を移した。特にオセアニアとの交流に力を入れ、1977年（昭和52年）には奥村土牛や山口華楊、橋本明治といった日本画の俊英25人の作品を、オーストラリアに寄贈する活動を行った。それらの作品はメルボルンのビクトリア国立美術館で新築されたオリエンタル館の開館の目玉となり、日本の新聞でも報道された。
1980年（昭和55年）、風邪をこじらせて肺炎となった朝は、入院先の日比谷病院で大腸がんの発症を告知され、5か月の闘病後、87歳の生涯を終えた。

## 没後
没後、朝の美術を通じたオセアニアとの交流の意思は、自ら設立した「海外と文化を交流する会」に引き継がれ、2013年（平成25年）には朝の名前を冠した賞「松岡朝賞」が、オーストラリアの3アーティストに贈られている。

## 年譜
- 1893年（明治26年）
  - 7月：東京都中央区に生まれる[1]。
- 1912年（明治45年）
  - 3月：横浜の私立共立女学校を卒業[1]。
- 1914年（大正3年）
  - 3月：東京の津田英学塾本科1年修了[1]。
  - 10月：弟、健吾を肺炎で亡くす[16]。
  - この年、内務官僚の鈴木雅次と結婚。霞ヶ浦に居を構える[18]。
- 1918年（大正7年）
  - 鈴木雅次と離婚[19]。
- 1922年（大正11年）
  - 渡米。イリノイ州エバンストン市ノースウェスタン大学に入学[113]。
- 1926年（大正15年）
  - 6月：ペンシルベニア州フィラデルフィア市のペンシルベニア大学附属社会事業専門学校を卒業し、社会事業得業士の称号を得る[1]。
- 1927年（昭和2年）
  - 6月：ニューヨーク市コロンビア大学を卒業し、学士（Bachelor of Science）学位を受ける[1]。
- 1928年（昭和3年）
  - 1月：ニューヨーク市メトロポリタン美術館の武器武具部に勤務[1]。
  - 6月：コロンビア大学大学院政経科にて修士学位（Master of Arts）を受ける[1]。
  - 夏：帰日。
  - 8月：東伏見宮妃周子を含む皇族に対し、東京帝室博物館及び宮中で西洋甲冑に関する上映会を実施[33]。
- 1931年（昭和6年）
  - 5月：コロンビア大学大学院にて博士号の口頭試験に好成績で合格し、学位の資格を得る[41]。
  - 6月：マサチューセッツ州スプリングフィールド市立ジョージ・ウォルター・ヴィンセント・スミス博物館（英語版）からの招聘を受け、日本部主任となる[注釈 11] 。
- 1932年（昭和7年）
  - 2月：コロンビア大学大学院にて博士論文「労働女子の保護法」を上梓し、博士学位（Doctor of Philosophy）を受ける[1]。同論文はアメリカ連邦政府の労働省より出版された[1]。
  - 8月：帰日[49]。
  - 10月：東伏見宮妃周子に対し博士論文をテーマに進講[50]。
- 1933年（昭和8年）
  - この年、丁鑑修と粛第13王女との渡米計画について議論[59]。
  - 8月：外交官天羽英二を訪問[60]。
  - 年末：渡満。
- 1934年（昭和9年）
  - 新京にて、愛新覚羅溥儀、鄭孝胥、粛第13王女と面会、粛第13王女との渡米計画について議論[114]。
- 1938年（昭和13年）
  - 1月：外務省と新教育協会の要請により、アメリカ教育協会との交流の返礼として渡米[67][82]。エレノア・ルーズベルトによりホワイトハウスへ招かれる[70][71]。
  - 6月：ロックフェラー・センターで行われた全米教育協会（英語版）の会議に、汎太平洋新教育協会の日本代表として、聴衆600人の前で講演[76][77]。
- 1939年（昭和14年）
  - 7月：18か月の全米行脚を終え、日本に帰国[67][82]。
- 1940年前後
  - 中華民国の南京市に、中国人子女のための南京児童学園を設立して園長に就任[1]。また、自費経営による難民共済事業として施粥廠を設立した[注釈 6]。
- 1950年（昭和25年）
  - 1月：国際連合の招聘を受け、ニューヨーク市の国連本部およびユニセフ本部を訪問し、日本ユニセフ協会の設立について協議を行った[1]。
- 1954年（昭和29年）
  - この年から日本ユニセフ協会は奄美への緊急給食支援を開始[102]。
- 1955年（昭和30年）
  - 6月：財団法人日本ユニセフ協会を設立し、専務理事に就任[1]。
- 1956年（昭和31年）
  - この年から7年間、ユニセフ本部は奄美への緊急脱脂粉乳支援を開始[103]。
- 1957年（昭和32年）
  - 4月：渋谷区から民生委員および児童委員への任命を受ける[1]。
  - 8月：ユニセフの執行理事会に日本政府代表代理として出席するため、国連本部を訪問[1]。
- 1958年（昭和33年）
  - 4月：群馬県の群馬整肢療護園に、子供たちの教育環境改善のためにテレビセットを寄付[115]。(障がい者となったのは)「バチ」と呼ばれさげすまれていた障がい児たちの自信回復に大きな一助となった[115]。
  - 8月：ユニセフの執行理事会に日本ユニセフ協会代表として出席するため、国連本部を訪問[1]。
- 1959年（昭和34年）
  - 7月：ユニセフの執行理事会に日本ユニセフ協会代表として出席するため、国連本部を訪問[1]。
- 1960年（昭和35年）
  - 11月：法務大臣より人権擁護委員に任命される[1]。
- 1961年（昭和36年）

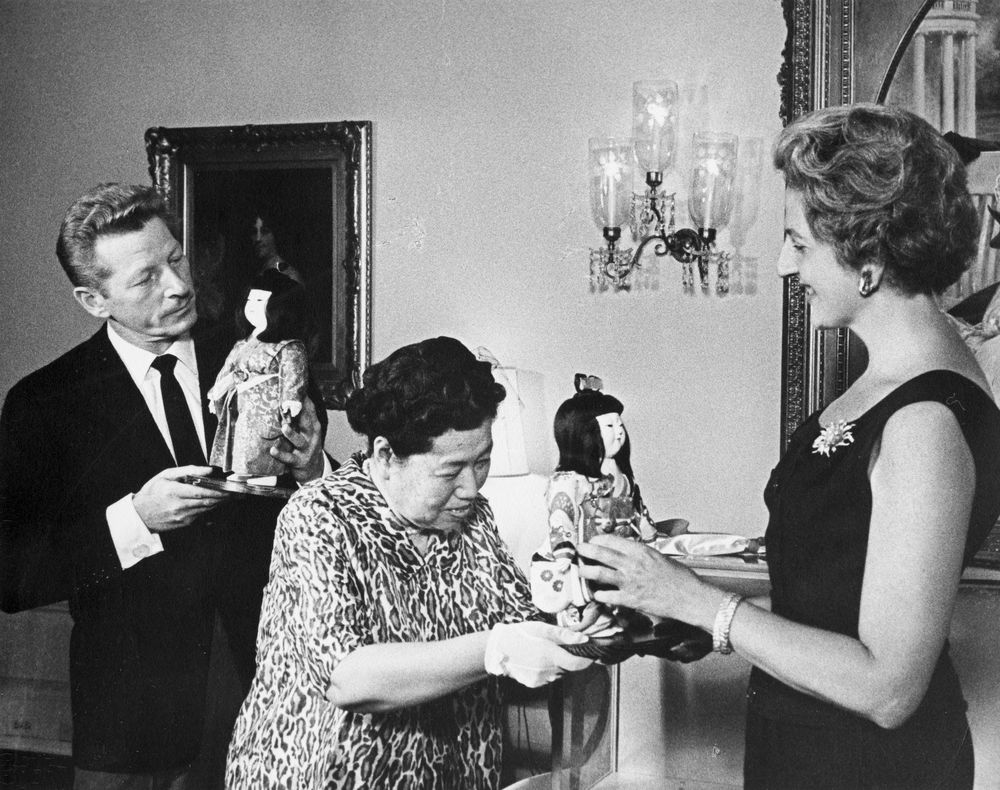
ホワイトハウスで日本人形をプレゼントする朝

- - 5月：ユニセフの執行理事会に日本政府代表代理として出席するため、国連本部を訪問[3]。
  - 7月：ダニー・ケイとともにホワイトハウスを訪問し、日本の子供たちからのキャロライン・ケネディ（当時3歳）への贈り物として、2体の日本人形をジャクリーン・ケネディの秘書官であったレティーシャ・ボルドリッジ（英語版）に手渡した[116][117][118]。
- 1963年（昭和38年）
  - 5月：児童福祉向上への寄与を評価され、厚生大臣から感謝状を受ける[3]。
  - 6月：ユニセフの執行理事会に日本政府代表顧問として出席するため、国連本部を訪問[3]。帰途に欧州各国のユニセフ国内委員会を歴訪[3]。
  - 11月：法務大臣より人権擁護委員として再任される[3]。
- 1964年（昭和39年）
  - 1月：ユニセフの執行理事会に日本政府代表顧問として出席するため、バンコクを訪問[3]。
- 1966年（昭和41年）
  - 6月：日本ユニセフの役員改選により、専務理事を退任[119]。
- 1968年（昭和43年）
  - 8月：社団法人「海外と文化を交流する会」設立[3]。
- 1977年（昭和52年）
  - 9月：メルボルンのビクトリア国立美術館にて、「海外と文化を交流する会」が寄贈した25点の日本画が公開された[120]。
- 1980年（昭和55年）
  - 10月：東京都千代田区内幸町の日比谷病院にて永眠[2]。享年87歳。

## 人物
- 朝のアメリカ留学時、父健一は一冊の、美しく装丁された手帳を手渡した[121]。その中には「本国日本を離れたら体を大切にして健康第一とする」「持っている金銭を大切にして、その一銭を失うごとに自分の身内を失っていくと同じだと思いなさい」など、朝に贈る異国での心構えが28点も記されており、朝は留学の間肌身離さず持ち歩き、大切にしたという[21]。
- シカゴ・トリビューン紙経営者だったルイス・ラペルは、朝を紹介されたとき、「私は日本人が嫌いだ、人類の敵だ」と敵意を表明したが、それにひるまず「なぜ日本のことを知りもしないで好き嫌いを言うのですか？あなたが日本について知っている情報は本当に正しいものですか？自分の目で確かめられましたか？」などと疑問をぶつける朝の真摯な態度に接し、最後にはとても朝のことを気に入った[122]。疑問を次々ぶつける朝の態度に、懐疑主義者であった聖トマスのようだと感じ、その後ラペルは朝のことを「トマスの朝さん」と呼ぶようになったという[122]。
- 日本の敗戦後、南京から上海への列車での脱出行の最中、深夜に停車した駅で、税関職員が日本人の金品を没収するために、朝たちが乗る車内を臨検しようとしたことがあった[123]。しかし朝と同じ列車に乗る中国人が、この車両に日本人はいないと税関職員に答えたため、臨検から逃れることができたという[123]。朝は翌日、その中国人から、夜間にそのようなことがあったことを聞いたが、その中国人は、子供をかつて朝の経営した南京児童学園に通わせており、その頃に朝たち家族から受けた恩を返したものであった[123]。
- 鈴木雅次との短い結婚生活中、朝は雅次から「水仙の君」と呼ばれていたという[124]。離婚後、60年以上雅次と会わず会いたいとも漏らさなかった朝だが、癌を患い死を間近にした入院中の一時退院時、朝が試みたのは雅次ともう一度会うことだった[124]。残念ながら雅次は留守で電話に出られなかったため再会は叶わなかったが、電話口に出た雅次の家族に「水仙の君」と呼ばれ嬉しかったことを伝えると、雅次の家族は雅次が家に飾る花は決まって水仙だったことを朝に伝えたという[124]。

## 主な著作

### 単著
- "Shoso-in, Ancient Storehouse of Treasures of Old Japan: A Brief Account of the Building and Its More Important Historic and Artistic Treasures" - 1931年（昭和6年）、Japan society[125]
- "Law and Regulations for Protective Labor Legislation for Women and Children in Industry Japan"（博士論文、邦題「日本における労働婦女子の保護法について」） - 1932年（昭和7年）2月、アメリカ政府刊行物第558号[126][44]
- "Sacred Treasures of Nara in 'Shōsō-in'&'Kasuga Shrine'"（邦題「奈良の聖宝 正倉院と春日大社の大鎧」） - 1935年（昭和10年）2月、東京北星堂出版[3][127]
- 「アメリカの感情 對日輿論と闘ふの記」 - 1939年（昭和14年）11月、東京誠文堂新光社出版[3][84]

### 論文・寄稿
- "Social status of married women under present law in the United States and Japan"（修士論文） - 1928年[128]
- "Two Great Japanese Masterpieces in the Brooklyn Museum" 『The Brooklyn Museum Quarterly』第17巻4号、Brooklyn Museum、1930年10月、 127-132頁[129]
- "BATTLE DRESS OF FEUDAL JAPAN" 『Asia: Journal of the American Asiatic Association』第32巻、Asia Publishing Company、1932年、 290-297頁[130][131]
- "米國博物館の組織とその使命" 『博物館研究』昭和8年 6月～9月号、日本博物館協會[52][53][54][55]
- "故国にかへりて" 『雄辯』第24巻8号、大日本雄辯會講談社[56]
- "「奈良の聖寶」を書くまで" 『輝ク』昭和11年10月17日号[132]
- "ルーズベルト大統領夫人訪問記" 『世界知識』第12巻9号、誠文堂新光社[71]